# Spindlersfelder Straße
Die Spindlersfelder Straße ist eine rund 2,4 Kilometer lange Straße im Berliner Bezirk Treptow-Köpenick, die zu Beginn des 21. Jahrhunderts neu angelegt wurde. Sie führt von der Straße An der Wuhlheide bis zum Straßenzug Glienicker Weg/ Glienicker Straße. Sie ist auf einem Damm errichtet und überquert mit mehreren Brückenbauwerken neben der Spree die Gleise der Zweigbahn Schöneweide–Spindlersfeld sowie mehrere Straßen.

## Geschichte und Namensgebung
Zwischen 1909 und 1925 trug eine erste Straße bereits diesen Namen – sie verlief nördlich der S-Bahn-Strecke nach Spindlersfeld von der damaligen Berliner Straße (seit 1947: Schnellerstraße) zur Rudower Straße und wurde bei der Erweiterung des Berliner Stadtgebietes überbaut.
Von 1936 bis 1962 gab es eine weitere Spindlersfelder Straße in Spindlersfeld. Diese verlief vom Bahnhof Spindlersfeld zur Villa des Kommerzienrats Wilhelm Spindler, des Gründers der Wäscherei W. Spindler und Namensgebers des Köpenicker Ortsteils. 1962 erfolgte deren Umbenennung in Ernst-Grube-Straße nach dem Politiker und Widerstandskämpfer Ernst Grube.
Am 16. Juli 2002 erhielt die neu angelegte Straße ihren Namen zu Ehren von Wilhelm Spindler.

## Errichtung einer Umgehungsstraße zur Altstadt Köpenick

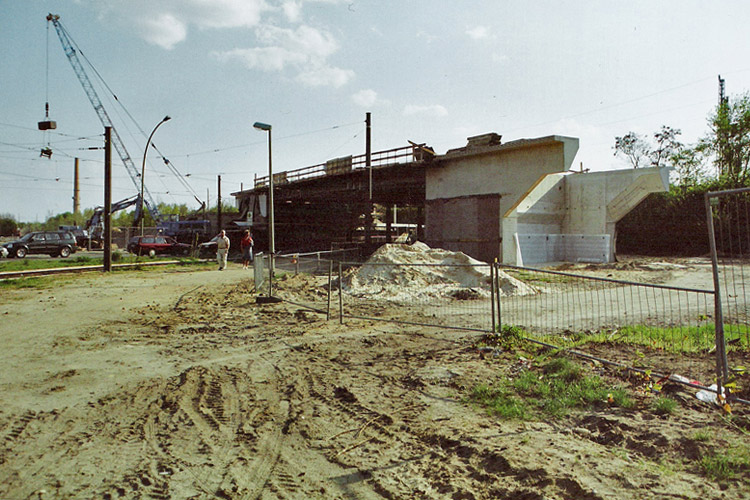
Brückenbau über der Ottomar-Geschke-Straße

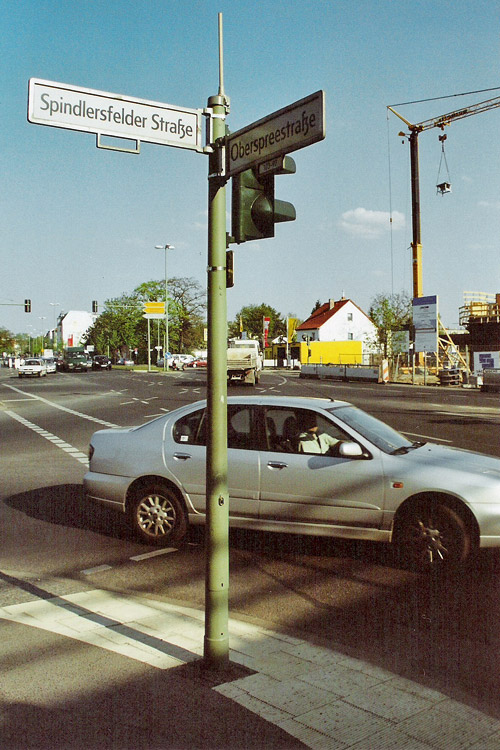
Kreuzung Spindlersfelder Straße / Oberspreestraße

Die Bauarbeiten des ersten, nördlichen Teilstücks, das hauptsächlich zur Umfahrung der Köpenicker Altstadt dient, wurden im Oktober 2002 abgeschlossen und die Straße konnte am 7. Oktober 2002 für den öffentlichen Verkehr freigegeben werden. Der neue Straßenabschnitt verbindet die Straße An der Wuhlheide über zwei Brückenneubauten (Wilhelm-Spindler-Brücke und Köllnische Brücke) mit der Oberspreestraße.
Das zweite Teilstück bis zur Glienicker Straße wurde am 9. August 2007 fertiggestellt und eröffnet. Die Wendenheidebrücke überquert dabei die Oberspreestraße und die Adlershofer Brücke die Ottomar-Geschke-Straße.

## Widerstand gegen die Umgehung
Anwohner, die wegen des Baus des südlichen Abschnittes der Straße ihre Grundstücke aufgeben mussten, gründeten eine Bürgerinitiative, die sich gegen den Bau der Straße aussprach. Die Initiatoren bestritten die Notwendigkeit der aufwändigen Trasse und beklagten zukünftige Lärmbelastungen. Es dauerte deswegen lange, bis alle 26 Grundstücke von der Senatsverwaltung für Stadtentwicklung aufgekauft waren.

## Bedeutung und weitere Planungen
Die Spindlersfelder Straße ermöglicht vor allem eine schnelle Umfahrung der Köpenicker Altstadt und dient damit der Verkehrsberuhigung im historischen Ortskern. Der auf die bereits ausgebaute Glienicker Straße folgende Glienicker Weg ist bis zum Adlergestell ebenfalls vierstreifig erweitert worden.
Bereits aus den späten 1960er Jahren stammen Pläne, eine Verbindung von der Märkischen Allee in Berlin-Biesdorf nach Süden durch die Wuhlheide zur Spindlersfelder Straße zu schaffen. Die so entstehende Tangentiale Verbindung Ost (TVO) würde den Durchgangsverkehr auf den in Nord-Süd-Richtung verlaufenden Hauptverkehrsstraßen in Karlshorst (Treskowallee und Waldowallee), Biesdorf (Köpenicker Straße), Kaulsdorf (Chemnitzer Straße), Mahlsdorf (Hultschiner Damm) und Köpenick (Bahnhofstraße) aufnehmen und somit entlasten. Nachdem diese Pläne in den 1990er Jahren vom Berliner Senat ad acta gelegt worden waren, wurde mit Senatsbeschluss vom 28. Mai 2013 der Weg für weitere Planungen freigegeben. Das Planfeststellungsverfahren soll 2021 beginnen. Mit einer Fertigstellung wird für das Jahr 2028 gerechnet.